# Mal Meninga

a Compétitions nationales et continentales officielles uniquement.

b Matchs officiels uniquement.
Malcolm Norman Meninga dit Mal Meninga, né le 8 juillet 1960 à Bundaberg (Australie), est un joueur de rugby à XIII devenu entraîneur. Durant sa carrière de joueur, entre 1978 et 1994, il joue au poste de centre, un poste de centre « comme seule l'Australie peut produire ».
Il est considéré comme l'un des plus grands joueurs de l'histoire du rugby à XIII, certains diront même des « deux rugby confondus ».
Il remporte de nombreux titres, tant avec l'équipe d'Australie, le Queensland qu'avec les clubs où il a joué, comme Souths, St Helens et Canberra. Il accumule de nombreux titres individuels, en étant nommé dans l'« équipe du siècle de l'Australie », au temple de la renommé du rugby à XIII australien, aux Immortels, au temple de la renommé du rugby à XIII international ou sportif international de l'année par la BBC.
Sélectionné à 46 reprises en équipe d'Australie, il en devient le capitaine à 24 reprises à la fin des années 1980 et début 1990. Avec cette sélection, il remporte deux titres de Coupes du monde en 1988 et 1992. Il est également à l'origine de la popularité du State of Origin en revêtant le maillot du Queensland lors du match inaugural en 1980 jusqu'en 1994, remportant à sept reprises la série annuelle.
Après sa retraite de joueur, il devient entraîneur. Après une expérience mitigée avec Canberra Raiders, il devient sélectionneur du Queensland pour s'imposer à neuf reprises au State of Origin entre 2006 et 2015, puis prend en main l'équipe d'Australie remportant le Tournoi des Quatre Nations en 2016, la Coupe du monde en 2017 et la Coupe Océanie en 2019

## Biographie

### Enfance et vie privée
Malcolm Meninga, descendant d'un peuple des Mers du Sud, est né à Bundaberg dans le Queensland. Son père, Norman Meninga, a été joueur de rugby à XIII.
Malcolm Meninga a passé sa scolarité au sein de l'école publique « Maroochydore State High School » à Maroochydore en y sortant diplômé en 1975. Il entame alors une formation d'officier de police à l'académie de police du Queensland, en citant les séries télévisuelles policières comme raison principale de la motivation de son entrée dans celle-ci. Il garde la fonction de policier qu'il occupe jusqu'en 1985. C'est au cours de cette période qu'il croise Wayne Bennett, également officier de police à cette époque, qui devient plus tard le mentor de Meninga en rugby à XIII. Au début des années 1980, Malcolm Meninga est un agent de police et un instructeur d'éducation physique sous l'autorité du sergent Wayne Bennett à l'académie de police du Queensland.

### Une première partie de carrière dans le Queensland
Meninga débute dans le Championnat du Queensland à l'âge de dix-huit ans avec le club des Souths Magpies au Sud de Brisbane dans l'État du Queensland et dispute des rencontres avec la sélection honorifique de Brisbane en Amco Cup en 1979 où il atteint la finale perdue contre l'équipe de Nouvelle-Galles du Sud Cronulla-Sutherland et y marque un but. Il joue également au poste de centre le jour de ses vingt-ans avec la sélection du Queensland en 1979 dirigé par John McDonald (en) et dont le capitanat revient à Arthur Beetson et aide celle-ci pour s'imposer dans le match inaugural du State of Origin en 1980 à Lang Park avec notamment sept buts inscrits sur sept tentatives. Ce match lance le succès de cet évènement depuis disputé sur trois rencontres annuelles. Au cours de cette même année 1980, il dispute la finale du Championnat du Queensland contre North mais s'incline 15-17 malgré un essai et trois buts de sa part. Il renouvelle la même performance l'année suivante mais remporte cette fois-ci le Championnat en disposant 13-9 de Redcliffe.
En 1982, il est nommé homme du match lors de la première rencontre de la série du State of Origin et effectue quelques semaines plus tard ses débuts avec la sélection d'Australie dans un Test-match contre la Nouvelle-Zélande au Sydney Cricket Ground, toutefois cette première sélection est marquée par sa blessure au coude qu'il l'oblige à sortir du terrain à la suite d'un plaquage de Dane O'Hara. Rétabli pour la fin de l'année, il s'incline en finale du Championnat du Queensland contre Wynnum Manly 3-17.
Après la saison en club, il est sélectionné pour la tournée de l'Australie en Europe où l'Australie remporte ses six rencontres contre la Papouasie-Nouvelle-Guinée, la Grande-Bretagne et la France. Il y termine meilleur marqueur de points de la sélection dirigée par Frank Stanton qui gagne le surnom « The Invincibles ». il marque en effet 155 points au cours de cette tournée. Meninga démontre ses aptitudes de perforation dans les défenses adverses grâce à sa vitesse (chronométré à 11,9 secondes en 1980 sur un 100 mètres) et marque les esprits, les commentateurs anglais le surnommant « La Montagne Maninga ».
Il poursuit sur les mêmes bases en 1983 et 1984 bien que son club des Souths manque la finale du Championnat du Queensland en 1983 puis la perd en 1984, Meninga remporte le State of Origin 1983 et continue d'être appelé en sélection d'Australie. L'année 1985 le voit de nouveau remporter le titre du Championnat du Queensland remporté 10-8 contre Wynnum-Manly et connaît le même succès en sélection australienne hormis une rencontre perdue contre la Nouvelle-Zélande 0-18 à Auckland en raison de la rivalité entre les joueurs du Queensland et de Nouvelle-Galles du Sud.

### Départ pour St Helens
Après sa démonstration en 1982 en Europe et notamment en Angleterre lors de la tournée australienne, Meninga avait alors reàu de nombreuses propositions de clubs anglais. Il signe finalement un contrat en 1984 avec St Helens sur la proposition faite par Ray French alors commentateur de la BBC et ancien joueurs de St Helens, le club anglais débourse 30 000 livres sterling pour s'attacher ses service en dehors de la saison australienne. Il aide le club à remporter son premier titre en Championnat d'Angleterre où en finale il y inscrit deux essais pour une victoire 28-16 contre Wigan. Meninga ne renouvellera pas cette expérience en Angleterre par la suite en raison de blessures successives en 1987 et 1988, toutefois son passage à St Helens est considéré comme l'un des transferts les plus réussis en Grande-Bretagne de son histoire.

### Retour en Australie et hégémonie de Canberra et du Queensland
Malcolm Meninga rejoint en 1986 son ancien coéquipier de Souths Gary Belcher à Canberra qui dispute le Championnat de Nouvelle-Galles du Sud. Il est rejoint un an plus tard par Wayne Bennett qui y est entraîneur-adjoint de Don Furner. Bien qu'il ne soit pas épargné par les blessures dont une marquante contre un poteau durant une rencontre contre Manly-Warringah lui cassant un bras et l'empêchant de prendre au State of Origin en 1987, toutefois avec seulement 60 minutes de match précédemment lors de la finale préliminaire il est présent sur le terrain lors de la finale perdue contre Manly-Warringah 8-18, la dernière finale disputée au Sydney Cricket Ground.
En 1988, il ne prend part à aucune rencontre avant la quinzième journée en raison d'une nouvelle fracture au bras en début de saison. Revenu sur les terrains, il se rend de nouveau indisponible avec cinq rencontres disputées en raison d'une troisième fracture du bras, cette fois-ci, à l'occasion d'une rencontre amicale avec l'Australie contre le « Reste du monde » l'éloignant des terrains jusqu'à la fin de la saison 1988. Il regarde ainsi en spectateur la victoire de l'Australie en Coupe du monde 1988 contre la Nouvelle-Zélande 25-12 à l'Eden Park à Auckland.
En 1989, il est désigné capitaine de son club Canberra et emmène celui-ci au titre de Champion de Nouvelle-Galles du Sud remporté 19-14 après-prolongation contre Balmain. Canberra devient la première équipe non basée à Sydney à remporter le Championnat mais également la première équipe terminant seulement quatrième de la saison régulière à s'imposer en finale. Il prend part cette année-là au World Club Challenge en se rendant en Angleterre à Old Trafford avec Canberra mais s'incline 18-30 contre Widnes emmené par Martin Offiah auteur de deux essais. Il retrouve également en 1989 la sélection du Queensland et de l'Australie. il remporte le State of Origin bien qu'absent au troisième en raison d'une blessure à l'œil et prend part à la tournée australienne en tant que centre et deuxième ligne.
En 1990, Meninga est l'une des artisans du nouveau titre remporté par Canberra en Championnat de Nouvelle-Galles du Sud, il y est également le meilleur marqueur d'essais et le meilleur marqueur de points, ce qui lui permet d'être désigné meilleur joueur de la saison. Il est également nommé capitaine de la sélection d'Australie en l'absence de Wally Lewis, capitanat qu'il conserve par la suite lors de la tournée 1990, la troisième tournée de sa carrière. Après une première défaite contre la Grande-Bretagne lors du premier match à Wembley 12-19, l'Australie remporte ses deux autres oppositions 14-10 et 14-0 grâce notamment à lui, Ricky Stuart et Cliff Lyons. Meninga a marqué un essai dans chacun de ces trois Test-matchs, performance que seuls Ken Irvine et Sam Backo avaient réalisé. Il est en ette fin d'année 1990 désigné Sportif international de l'année par la BBC, unique joueur de rugby à XIII à l'avoir été.
En 1991, sa bonne forme permet au Queensland de remporter une nouvelle série au State of Origin et de mener l'Australie vers de nouveaux succès contre la Nouvelle-Zélande, Meninga bat à cette occasion le record de points marqués en sélection détenu alors par Michael Cronin. En revanche, Canberra ne réussit pas la passe de trois en raison de sa défaite en finale du Championnat de Nouvelle-Galles du Sud contre Penrith 12-19.
La saison 1992 est marqué au club de Canberra par une série de départs de joueurs en raison du plafond salarial et cela malgré la réduction de salaire acceptée par plusieurs cadres comme Meninga. Canberra ne parvient pas cette saison-là à atteindre la finale du Championnat pour la première fois depuis 1986, le club terminant douzième de la saison régulière. Cela n'entache pas les performances personnelles de Meninga gardant le capitanat en sélection du Queensland et d'Australie. Avec la première, il perd le State of Origin, mais réalise de grandes performances avec la seconde, remportant la Coupe du monde 1992 avec une victoire en finale 10-6 contre la Grande-Bretagne à Wembley devant 73 631 spectateurs. Il bat également le record de sélections en équipe d'Australie détenu jusqu'àlors par Reg Gasnier.
En 1993, Canberra revient sur le devant de la scène en terminant troisième de la saison régulière et fait figure de favori pour le titre, mais une blessure à la cheville de Ricky Stuart lors d'une victoire 68-0 contre Parramatta lors de la 24e journée annihile les espoirs de Canberra de bien figurer en phase finale et se voit éliminer dès le deuxième tour par Brisbane.
À l'occasion de l'Australia Day en 26 janvier 1994, Meninga devient membre de l'Ordre d'Australie pour ses services rendus en rugby à XIII. Il clôt en 1994 sa carrière et remportant la finale du Championnat de Nouvelle-Galles du Sud 36-12 contre Canterbury-Bankstown, son troisième titre lors des six dernières saisons à Canberra, il y marque d'ailleurs le dernier essai de cette finale. Il prend part en fin d'année à la tournée australienne et remporte la série contre la Grande-Bretagne et clôt sa carrière contre la France sur une victoire 74-0 à Béziers.

### Reconversion comme entraîneur

#### Première nomination à Canberra

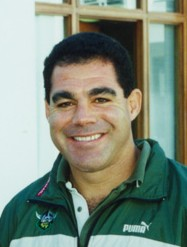
Mal Meninga en 2001.

À sa retraite de joueur, Malcolm Meninga est l'un des protagonistes de la Guerre de la Super League, conflit entre les organisations de la Super League créée par News Limited et l'Australian Rugby League avec à sa tête Kerry Packer, ces deux organisations se disputant la compétition de haut niveau de rugby à XIII en Australie, ce qui a pu entrainer des conséquences également sur le rugby à XIII mondial. Son aura et sa popularité en tant que capitaine de la sélection australienne et du Queensland est mise au service de la Super League qui concurrence donc le Championnat de Nouvelle-Galles du Sud. Il est nommé en 1997 entraîneur de Canberra qui prend part à la Super League et non à l'Australian Rugby League.
Il succède ainsi à Tim Sheens, vainqueur de trois titres de Championnat de Nouvelle-Galles du Sud avec Meninga comme joueur. Cette expérience de cinq années n'est pas une réussite autant espérée. En 2000, il reçoit la médaille australienne des Sports pour sa participation au succès de l'équipe d'Australie sur le plan international puis en 2001 la médaille du Centenaire pour ses services comme modèle et inspiration dans le rugby à XIII. Après une saison 2001 compliquée où Canberra ne termine que onzième sur quatorze en saison régulière, il est mis fin à son contrat et remplacé par Matthew Elliott. Meninga exprime en 2002 son intérêt de devenir sélectionneur du Queensland. En 2003, il est sollicité par l'équipe du pays de Galles de rugby à XV dans le cadre de la Coupe du monde de rugby à XV 2003. Sur le plan personnel, il quitte Canberra pour le Queensland en 2005 et se diversifie dans le commerce.

#### Succès à répétition au State of Origin avec le Queensland
Finalement, il revient dans le rugby à XIII en étant nommé sélectionneur du Queensland dans le cadre du State of Origin à partir de 2006 en remplacement de Michael Hagan. Meninga va marquer durablement cette compétition. Dès sa première participation, le Queensland met fin à quatre années de non-succès porté par Darren Lockyer, Johnathan Thurston et Brent Tate. En 2007, le nouveau succès est construit sur Cameron Smith, Thurston et Greg Inglis. il s'ensuit entre 2006 et 2013 autant de succès que d'éditions, soit huit éditions remportées consécutivement, le Queensland porté par des individualités tels Lockyer, Smith, Thurston, Tate, Inglis, Israel Folau, Sam Thaiday, Billy Slater ou, Nate Myles. Cette série prend fin en 2014 par la Nouvelle-Galles du Sud entraînée par Laurie Daley et portée par Jarryd Hayne et Paul Gallen. Un dernier titre de State of Origin est enlevé par Meninga et le Queesnland en 2015.

#### Sélectionneur de l'Australie et victoire en Coupe du monde 2017
Le 2 décembre 2015, Mal Meninga est nommé sélectionneur de l'équipe d'Australie en succédant à Tim Sheens et doit abandonner la sélection du Queensland, pratique mise en place en 1985 lors de la controversée tournée australienne qui amena l'Australie Rugby League a interdire au sélectionneur d'occuper un poste au State of Origin. Il déclare à sa prise de fonction que son ambition était de voir les matchs internationaux comme le summun de ce qui pouvait se faire en rugby à XIII. Dès sa première annonce, il sélectionne Semi Radradra alors que ce dernier sort d'une Coupe du monde 2013 avec les Fidji.
Avec la sélection, il remporter aussitôt son premier trophée avec le Tournoi des Quatre Nations 2016 avec un parcours sans défaite et la poursuit avec le titre mondial lors de la Coupe du monde 2017.
Il devient alors entraineur à Canberra avant de prendre en charge la sélection des Queensland Maroons qui règne sur le SOO jusqu'en 2014, avant de reprendre son « sceptre  » en 2015.
Il est nommé entraîneur des Kangaroos australiens pour 2016 et la Coupe du monde 2017, ponctuant treize rencontres en autant de succès depuis sa prise de fonction. Cette série s'arrête lors d'une défaite en 2018 contre la Nouvelle-Zélande 24-26 puis la sélection une nouvelle défaite historique cette fois-ci contre les Tonga 12-16 en novembre 2019, n'empêchant pas l'Australie de remporter la Coupe Océanie 2019.

## Palmarès

### En tant que joueur
- Collectif :
  - Vainqueur de la Coupe du monde : 1988 et 1992 (Australie).
  - Vainqueur du State of Origin : 1980, 1981, 1982, 1983, 1984, 1989 et 1991 (Queensland)
  - Vainqueur de l'Amco Cup : 1984 (Brisbane).
  - Vainqueur du Championnat de Nouvelle-Galles du Sud : 1989, 1990 et 1994 (Canberra).
  - Vainqueur du Championnat du Queensland : 1981 et 1985 (Souths).
  - Finaliste de l'Amco Cup : 1979 (Brisbane).
  - Finaliste du Championnat de Nouvelle-Galles du Sud : 1987 et 1991 (Canberra).
  - Finaliste du Championnat du Queensland : 1979, 1980, 1982 et 1984 (Souths).
- Individuel :
  - Élu Golden Boot  : 1989.
  - Meilleur marqueur de points de la Coupe du monde : 1992 (Australie).
  - Meilleur marqueur d'essais de la Coupe du monde : 1992 (Australie).
  - Meilleur marqueur de points du Championnat de Nouvelle-Galles du Sud : 1990 (Canberra).
  - Meilleur marqueur d'essais du Championnat de Nouvelle-Galles du Sud : 1990 (Canberra).
  - Meilleur centre du Championnat de Nouvelle-Galles du Sud : 1990 et 1991 (Canberra).
  - Nommé aux Immortels.
  - Nommé au Temple de la renommée du rugby à XIII international.
  - Nommé au Temple de la renommée du rugby à XIII australien.
  - Nommé dans l'équipe type de l'Australie du siècle - 1908-2007.
  - Nommé dans l'équipe type du Queensland du siècle - 1908-2007.
  - Nommé dans l'équipe type de Souths du siècle - 1909-2007.
  - Sportif international de l'année (BBC Sport) : 1990

### En tant qu'entraîneur
- Collectif :
  - Vainqueur de la Coupe du monde : 2017 et 2021 (Australie).
  - Vainqueur du Tournoi des Quatre Nations : 2016 (Australie).
  - Vainqueur de la Coupe Océanie : 2019 (Australie).
  - Vainqueur du State of Origin : 2006, 2007, 2008, 2009, 2010, 2011, 2012, 2013 et 2015 (Queensland)

### En sélection

#### Coupe du monde
| Édition                                                | Rang                                            | Résultats pays                                  | Résultats Meninga                               | Matchs Meninga                                  |                                                 |                                                 |                                                 |                                                 |                                                 |                                                 |                                                 |
| Les résultats en tant que joueur de Mal Meninga        | Les résultats en tant que joueur de Mal Meninga | Les résultats en tant que joueur de Mal Meninga | Les résultats en tant que joueur de Mal Meninga | Les résultats en tant que joueur de Mal Meninga | Les résultats en tant que joueur de Mal Meninga | Les résultats en tant que joueur de Mal Meninga | Les résultats en tant que joueur de Mal Meninga | Les résultats en tant que joueur de Mal Meninga | Les résultats en tant que joueur de Mal Meninga | Les résultats en tant que joueur de Mal Meninga | Les résultats en tant que joueur de Mal Meninga |
| ------------------------------------------------------ | ----------------------------------------------- | ----------------------------------------------- | ----------------------------------------------- | ----------------------------------------------- | ----------------------------------------------- | ----------------------------------------------- | ----------------------------------------------- | ----------------------------------------------- | ----------------------------------------------- | ----------------------------------------------- | ----------------------------------------------- |
| International 1988                                     | Champion                                        | 7 v, 0 n, 2 d                                   | 3 v, 0 n, 1 d                                   | 4/9                                             |                                                 |                                                 |                                                 |                                                 |                                                 |                                                 |                                                 |
| International 1992                                     | Champion                                        | 9 v, 0 n, 0 d                                   | 9 v, 0 n, 0 d                                   | 9/9                                             |                                                 |                                                 |                                                 |                                                 |                                                 |                                                 |                                                 |
| Les résultats en tant que sélectionneur de Mal Meninga |                                                 |                                                 |                                                 |                                                 |                                                 |                                                 |                                                 |                                                 |                                                 |                                                 |                                                 |
| Australie 2017                                         | Champion                                        | 6 v, 0 n, 0 d                                   | 6 v, 0 n, 0 d                                   | 6/6                                             |                                                 |                                                 |                                                 |                                                 |                                                 |                                                 |                                                 |

Légende : v = victoire ; n = match nul ; d = défaite.

#### Détails en sélection
| Matchs internationaux de Malcolm Meninga | Matchs internationaux de Malcolm Meninga | Matchs internationaux de Malcolm Meninga | Matchs internationaux de Malcolm Meninga | Matchs internationaux de Malcolm Meninga | Matchs internationaux de Malcolm Meninga | Matchs internationaux de Malcolm Meninga | Matchs internationaux de Malcolm Meninga | Matchs internationaux de Malcolm Meninga | Matchs internationaux de Malcolm Meninga | Matchs internationaux de Malcolm Meninga | Matchs internationaux de Malcolm Meninga |
|                                          | Date                                     | Adversaire                               | Résultat                                 | Compétition                              | Poste                                    | Points                                   | Essais                                   | Pen.                                     | Drops                                    |                                          |                                          |
| ---------------------------------------- | ---------------------------------------- | ---------------------------------------- | ---------------------------------------- | ---------------------------------------- | ---------------------------------------- | ---------------------------------------- | ---------------------------------------- | ---------------------------------------- | ---------------------------------------- | ---------------------------------------- | ---------------------------------------- |
| sous les couleurs de l'Australie         |                                          |                                          |                                          |                                          |                                          |                                          |                                          |                                          |                                          |                                          |                                          |
| 1.                                       | 17 juillet 1982                          | Nouvelle-Zélande                         | 20-2                                     | Amical                                   | Centre                                   | 0                                        | 0                                        | 0                                        | 0                                        |                                          |                                          |
| 2.                                       | 17 juillet 1982                          | Papouas.-Nlle-Guinée                     | 38-2                                     | Amical                                   | Centre                                   | 12                                       | 1                                        | 4                                        | 0                                        |                                          |                                          |
| 3.                                       | 30 octobre 1982                          | Grande-Bretagne                          | 40-4                                     | The Ashes                                | Centre                                   | 20                                       | 1                                        | 8                                        | 0                                        |                                          |                                          |
| 4.                                       | 20 novembre 1982                         | Grande-Bretagne                          | 27-6                                     | The Ashes                                | Centre                                   | 16                                       | 1                                        | 6                                        | 0                                        |                                          |                                          |
| 5.                                       | 28 novembre 1982                         | Grande-Bretagne                          | 32-8                                     | The Ashes                                | Centre                                   | 14                                       | 0                                        | 7                                        | 0                                        |                                          |                                          |
| 6.                                       | 5 décembre 1982                          | France                                   | 15-4                                     | Amical                                   | Ailier                                   | 6                                        | 0                                        | 3                                        | 0                                        |                                          |                                          |
| 7.                                       | 18 décembre 1982                         | France                                   | 23-9                                     | Amical                                   | Centre                                   | 8                                        | 1                                        | 4                                        | 0                                        |                                          |                                          |
| 8.                                       | 12 juin 1983                             | Nouvelle-Zélande                         | 16-4                                     | Amical                                   | Centre                                   | 8                                        | 0                                        | 4                                        | 0                                        |                                          |                                          |
| 9.                                       | 9 juillet 1983                           | Nouvelle-Zélande                         | 12-19                                    | Amical                                   | Centre                                   | 4                                        | 0                                        | 2                                        | 0                                        |                                          |                                          |
| 10.                                      | 26 juin 1984                             | Grande-Bretagne                          | 18-6                                     | The Ashes                                | Centre                                   | 10                                       | 1                                        | 3                                        | 0                                        |                                          |                                          |
| 11.                                      | 7 juillet 1984                           | Grande-Bretagne                          | 20-7                                     | The Ashes                                | Centre                                   | 8                                        | 0                                        | 4                                        | 0                                        |                                          |                                          |
| 12.                                      | 18 juin 1985                             | Nouvelle-Zélande                         | 26-20                                    | Amical                                   | Centre                                   | 4                                        | 0                                        | 2                                        | 0                                        |                                          |                                          |
| 13.                                      | 30 juin 1985                             | Nouvelle-Zélande                         | 10-6                                     | Amical                                   | Centre                                   | 4                                        | 0                                        | 2                                        | 0                                        |                                          |                                          |
| 14.                                      | 7 juillet 1985                           | Nouvelle-Zélande                         | 0-18                                     | Coupe du monde                           | Centre                                   | 0                                        | 0                                        | 0                                        | 0                                        |                                          |                                          |
| 15.                                      | 4 octobre 1986                           | Papouas.-Nlle-Guinée                     | 62-12                                    | Coupe du monde                           | Remplaçant                               | 0                                        | 0                                        | 0                                        | 0                                        |                                          |                                          |
| 16.                                      | 25 octobre 1986                          | Grande-Bretagne                          | 38-16                                    | The Ashes                                | Remplaçant                               | 0                                        | 0                                        | 0                                        | 0                                        |                                          |                                          |
| 17.                                      | 8 novembre 1986                          | Grande-Bretagne                          | 34-4                                     | The Ashes                                | Remplaçant                               | 0                                        | 0                                        | 0                                        | 0                                        |                                          |                                          |
| 18.                                      | 22 novembre 1986                         | Grande-Bretagne                          | 24-15                                    | Coupe du monde                           | Deuxième ligne                           | 0                                        | 0                                        | 0                                        | 0                                        |                                          |                                          |
| 19.                                      | 20 juillet 1988                          | Papouas.-Nlle-Guinée                     | 70-8                                     | Coupe du monde                           | Centre                                   | 8                                        | 2                                        | 0                                        | 0                                        |                                          |                                          |
| 20.                                      | 9 juillet 1989                           | Nouvelle-Zélande                         | 26-6                                     | Amical                                   | Centre                                   | 10                                       | 0                                        | 5                                        | 0                                        |                                          |                                          |
| 21.                                      | 16 juillet 1989                          | Nouvelle-Zélande                         | 8-0                                      | Amical                                   | Centre                                   | 4                                        | 0                                        | 2                                        | 0                                        |                                          |                                          |
| 22.                                      | 23 juillet 1989                          | Nouvelle-Zélande                         | 22-14                                    | Coupe du monde                           | Deuxième ligne                           | 6                                        | 1                                        | 1                                        | 0                                        |                                          |                                          |
| 23.                                      | 27 juin 1990                             | France                                   | 34-2                                     | Coupe du monde                           | Centre                                   | 4                                        | 1                                        | 0                                        | 0                                        |                                          |                                          |
| 24.                                      | 19 août 1990                             | Nouvelle-Zélande                         | 24-6                                     | Amical                                   | Centre                                   | 8                                        | 0                                        | 4                                        | 0                                        |                                          |                                          |
| 25.                                      | 27 octobre 1990                          | Grande-Bretagne                          | 12-19                                    | The Ashes                                | Centre                                   | 8                                        | 1                                        | 2                                        | 0                                        |                                          |                                          |
| 26.                                      | 10 novembre 1990                         | Grande-Bretagne                          | 14-10                                    | The Ashes                                | Centre                                   | 6                                        | 1                                        | 1                                        | 0                                        |                                          |                                          |
| 27.                                      | 24 novembre 1990                         | Grande-Bretagne                          | 14-0                                     | Coupe du monde                           | Centre                                   | 6                                        | 1                                        | 1                                        | 0                                        |                                          |                                          |
| 28.                                      | 2 décembre 1990                          | France                                   | 60-4                                     | Amical                                   | Centre                                   | 2                                        | 0                                        | 1                                        | 0                                        |                                          |                                          |
| 29.                                      | 9 décembre 1990                          | France                                   | 34-10                                    | Coupe du monde                           | Centre                                   | 4                                        | 1                                        | 0                                        | 0                                        |                                          |                                          |
| 30.                                      | 3 juillet 1991                           | Nouvelle-Zélande                         | 8-24                                     | Amical                                   | Centre                                   | 4                                        | 0                                        | 2                                        | 0                                        |                                          |                                          |
| 31.                                      | 24 juillet 1991                          | Nouvelle-Zélande                         | 44-0                                     | Amical                                   | Centre                                   | 12                                       | 0                                        | 6                                        | 0                                        |                                          |                                          |
| 32.                                      | 31 juillet 1991                          | Nouvelle-Zélande                         | 40-12                                    | Coupe du monde                           | Centre                                   | 16                                       | 1                                        | 6                                        | 0                                        |                                          |                                          |
| 33.                                      | 6 octobre 1991                           | Papouas.-Nlle-Guinée                     | 58-2                                     | Amical                                   | Centre                                   | 0                                        | 0                                        | 0                                        | 0                                        |                                          |                                          |
| 34.                                      | 13 octobre 1991                          | Papouas.-Nlle-Guinée                     | 40-6                                     | Coupe du monde                           | Centre                                   | 8                                        | 1                                        | 2                                        | 0                                        |                                          |                                          |
| 35.                                      | 12 juin 1992                             | Grande-Bretagne                          | 22-6                                     | The Ashes                                | Centre                                   | 8                                        | 2                                        | 0                                        | 0                                        |                                          |                                          |
| 36.                                      | 26 juin 1992                             | Grande-Bretagne                          | 10-33                                    | The Ashes                                | Centre                                   | 2                                        | 0                                        | 1                                        | 0                                        |                                          |                                          |
| 37.                                      | 3 juillet 1992                           | Grande-Bretagne                          | 16-10                                    | Coupe du monde                           | Centre                                   | 12                                       | 1                                        | 4                                        | 0                                        |                                          |                                          |
| 38.                                      | 13 octobre 1992                          | Papouas.-Nlle-Guinée                     | 36-14                                    | Coupe du monde                           | Centre                                   | 8                                        | 0                                        | 4                                        | 0                                        |                                          |                                          |
| 39.                                      | 24 octobre 1992                          | Grande-Bretagne                          | 10-6                                     | Coupe du monde                           | Centre                                   | 6                                        | 0                                        | 3                                        | 0                                        |                                          |                                          |
| 40.                                      | 25 juin 1993                             | Nouvelle-Zélande                         | 16-8                                     | Amical                                   | Centre                                   | 0                                        | 0                                        | 0                                        | 0                                        |                                          |                                          |
| 41.                                      | 30 juin 1993                             | Nouvelle-Zélande                         | 16-4                                     | Amical                                   | Centre                                   | 4                                        | 1                                        | 0                                        | 0                                        |                                          |                                          |
| 42.                                      | 6 juillet 1994                           | France                                   | 58-0                                     | Amical                                   | Centre                                   | 14                                       | 1                                        | 5                                        | 0                                        |                                          |                                          |
| 43.                                      | 24 octobre 1994                          | Grande-Bretagne                          | 4-8                                      | The Ashes                                | Centre                                   | 0                                        | 0                                        | 0                                        | 0                                        |                                          |                                          |
| 44.                                      | 5 novembre 1994                          | Grande-Bretagne                          | 38-8                                     | The Ashes                                | Centre                                   | 0                                        | 0                                        | 0                                        | 0                                        |                                          |                                          |
| 45.                                      | 20 novembre 1994                         | Grande-Bretagne                          | 23-4                                     | The Ashes                                | Centre                                   | 0                                        | 0                                        | 0                                        | 0                                        |                                          |                                          |
| 46.                                      | 4 décembre 1994                          | France                                   | 74-0                                     | Amical                                   | Centre                                   | 4                                        | 1                                        | 0                                        | 0                                        |                                          |                                          |

### En club

#### Statistiques
| Saison | Club                       | Compétition                       | Matchs | Points | Essais | Goals | Drops |
| ------ | -------------------------- | --------------------------------- | ------ | ------ | ------ | ----- | ----- |
| 1979   | Southern Suburbs Districts | Championnat du Queensland         | ?      | ?      | ?      | 0     | 0     |
| 1980   | Southern Suburbs Districts | Championnat du Queensland         | ?      | ?      | ?      | 0     | 0     |
| 1981   | Southern Suburbs Districts | Championnat du Queensland         | ?      | ?      | ?      | 0     | 0     |
| 1982   | Southern Suburbs Districts | Championnat du Queensland         | ?      | ?      | ?      | 0     | 0     |
| 1983   | Southern Suburbs Districts | Championnat du Queensland         | ?      | ?      | ?      | 0     | 0     |
| 1984   | Southern Suburbs Districts | Championnat du Queensland         | ?      | ?      | ?      | 0     | 0     |
| 1985   | St Helens RLFC             | Championnat d'Angleterre          | ?      | 94     | 22     | 3     | 0     |
| 1986   | Canberra Raiders           | Championnat de Nlle-Galles du Sud | 20     | 143    | 3      | 65    | 1     |
| 1987   | Canberra Raiders           | Championnat de Nlle-Galles du Sud | 12     | 93     | 6      | 34    | 1     |
| 1988   | Canberra Raiders           | Championnat de Nlle-Galles du Sud | 5      | 26     | 3      | 7     | 0     |
| 1989   | Canberra Raiders           | Championnat de Nlle-Galles du Sud | 16     | 46     | 2      | 19    | 0     |
| 1989   | Canberra Raiders           | World Club Challenge              | 1      | 4      | 1      | 0     | 0     |
| 1990   | Canberra Raiders           | Championnat de Nlle-Galles du Sud | 24     | 212    | 17     | 72    | 0     |
| 1991   | Canberra Raiders           | Championnat de Nlle-Galles du Sud | 22     | 166    | 13     | 57    | 0     |
| 1992   | Canberra Raiders           | Championnat de Nlle-Galles du Sud | 21     | 58     | 6      | 17    | 0     |
| 1993   | Canberra Raiders           | Championnat de Nlle-Galles du Sud | 20     | 152    | 11     | 4     | 0     |
| 1994   | Canberra Raiders           | Championnat de Nlle-Galles du Sud | 26     | 68     | 13     | 8     | 0     |